# Liga de Baloncesto del Sureste
La Liga de Baloncesto del Sureste (LBS) fue una liga de baloncesto de México que estuvo conformada hasta la Temporada 2010 por 4 equipos del Sureste de México.

## Fundación
La LBS se fundó a principios de la década de los años 2000, y ha tenido entre sus filas a equipos como los Jaguares de Chiapas, Camaroneros de Ciudad del Carmen, Pioneros de Quintana Roo, Corazal de Belice, entre otros.

## Equipos Temporada 2010
| Liga de Baloncesto del Sureste 2010 |                                |
| Equipo                              | Sede                           |
| Aluxes de Cancún                    | Cancún, Quintana Roo           |
| Dorados de Playa del Carmen         | Playa del Carmen, Quintana Roo |
| Marineros de Cozumel                | Cozumel, Quintana Roo          |
| Meteoros de Yucatán                 | Mérida, Yucatán                |